# Analectos de Confúcio

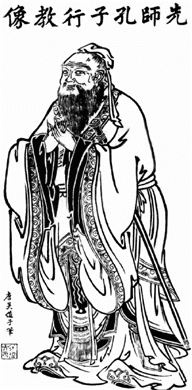
Gravura representando Confúcio.

Os Analectos (em chinês: 論語 ou 论语; pinyin: Lún Yǔ) de Confúcio, também conhecidos como Diálogos de Confúcio, constituem o livro doutrinal mais importante do confucionismo e é constituído por uma selecção de textos atribuídos a este pensador chinês e aos seus discípulos.
Ao longo do tempo, a obra foi tão lida na China quanto a Bíblia no Ocidente, sendo considerado o único registro confiável dos ensinamentos de Confúcio.
Confúcio viveu na China, entre 551 e 479 a.C., e exerceu e ainda exerce profunda influência na cultura chinesa, e em especial no que diz respeito à educação e à moral, tendo, como centro, o homem. Como muitos outros grandes homens do passado, nada escreveu. Os Analectos são uma coletânea de aforismos feita por seus discípulos. É difícil de ser interpretada, tanto devido ao aspecto pictórica da linguagem chinesa quanto por seu simbolismo. Com certeza, ao longo das sucessivas traduções, a obra teve alguns significados alterados.